# Braian Romero
Braian Ezequiel Romero (ur. 15 czerwca 1991 w San Isidro) – argentyński piłkarz występujący na pozycji napastnika lub skrzydłowego, od 2023 roku zawodnik Vélezu Sarsfield.